# The New Pollution
«The New Pollution» —en español: «La nueva contaminación»— es una canción del músico estadounidense Beck, lanzada en 1997 como tercer sencillo del álbum Odelay (1996). El video musical, dirigido por el mismo Bebebete, contiene fondo y bailes de bailar ooooolo con características de los baños 1960. En el mismo, aparece la actriz Mary Lynn Rajskub. El video fue nominado en 1997 a los MTV Video Music Award como "mejor video alternativo" y "video del año", y ganó a "mejor dirección", "mejor coreografía" y "mejor dirección de arte en un video".

## Lista de canciones
US 12"
1. «The New Pollution» [LP Versión] - 3:39
2. «The New Pollution» [Remix by Mickey P.] - 4:08
3. «The New Pollution» [Remix by Mickey P. & Mario C.] - 3:49
4. «Lemonade» [sin ser lanzada con anterioridad] - 2:22
5. «Richard's Hairpiece» ["Devil's Haircut" remix by Aphex Twin] - 3:19

UK CD Pt. 1
1. «The New Pollution» [LP Versión] - 3:42
2. «Richard's Hairpiece» [Remix by Aphex Twin] - 3:21
3. «Electric Music and the Summer People» - 4:41

UK CD Pt. 2
1. «The New Pollution» [LP Versión] - 3:42
2. «The New Pollution» [Remix by Mario C. and Mickey P.] - 3:51
3. «Lemonade» - 2:21

CD japonés (lanzado como "The New Pollution" and Other Favorites)
1. «The New Pollution» [LP Versión] - 3:39
2. «The New Pollution» [Remix by Mickey P.] - 4:08
3. «The New Pollution» [Remix by Mario C. & Mickey P.] - 3:49
4. «Richard's Hairpiece» [Remix by Aphex Twin] - 3:21
5. «Thunderpeel» [sin ser lanzada con anterioridad] - 2:41
  - Versión diferente que la de Stereopathetic Soul Manure.
6. «Lemonade» [sin ser lanzada con anterioridad] - 2:23
7. «.000.000» [sin ser lanzada con anterioridad] - 5:26
8. «Feather In Your Cap» [sin ser lanzada con anterioridad] - 3:45
  - Esta versión puede encontrarse en la banda sonora de la película SubUrbia.

## Samples usados en la canción
- "Venus" de Joe Thomas.

## Sucesión en listas
| Anterior: «Precious Declaration» de Collective Soul | Canadian RPM 30 sencillos Nro 1 de Rock/Alternativo 21 de abril de 1997 | Siguiente: «Staring at the Sun» de U2 |